# Havens van Zeeland

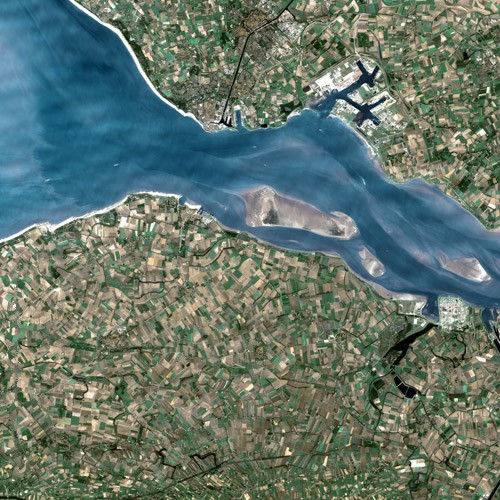
Satellietfoto van het Westerscheldegebied. De Kanaalzone van Terneuzen is slechts deels zichtbaar

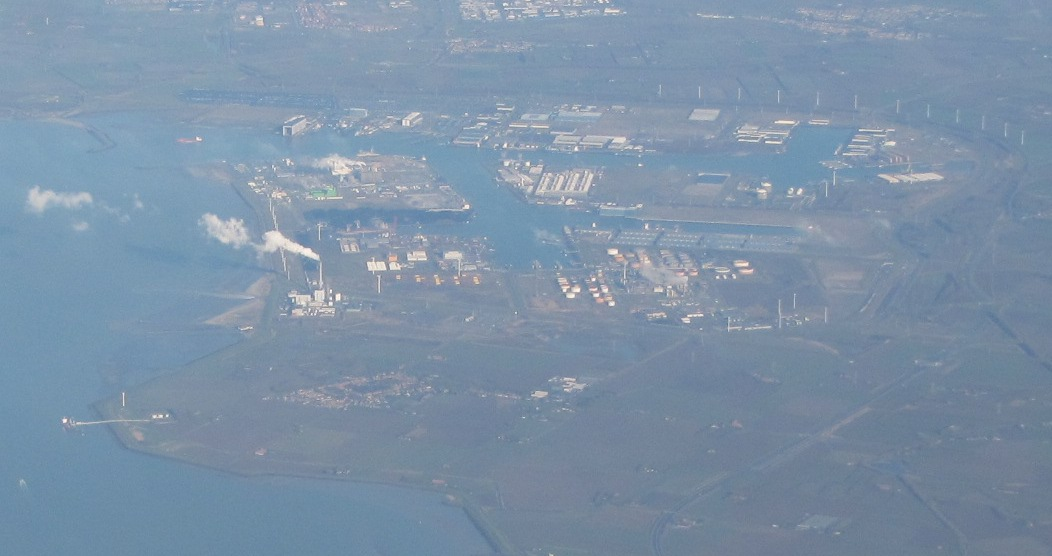
Het Sloegebied nabij Vlissingen

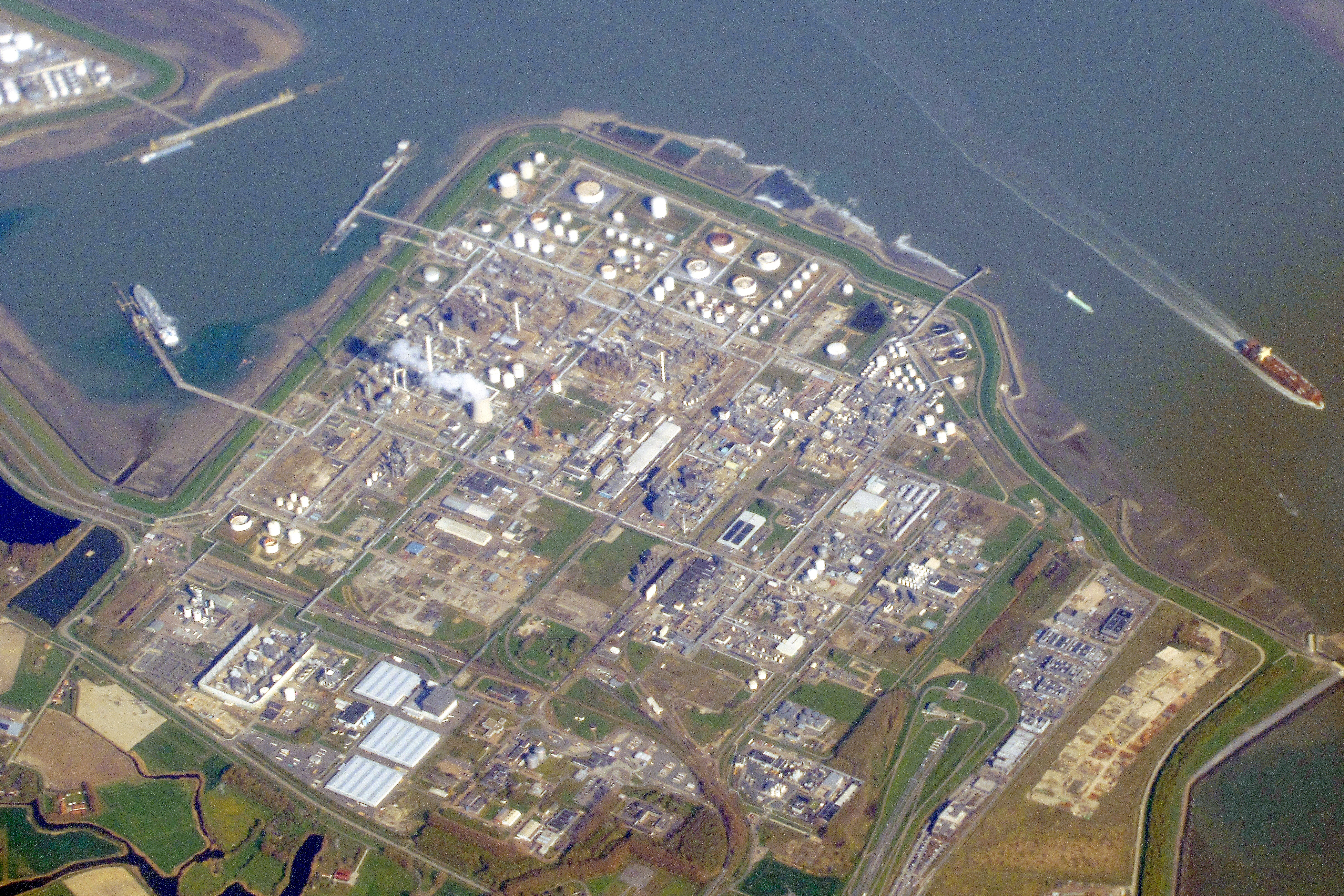
Dow Chemical nabij Terneuzen

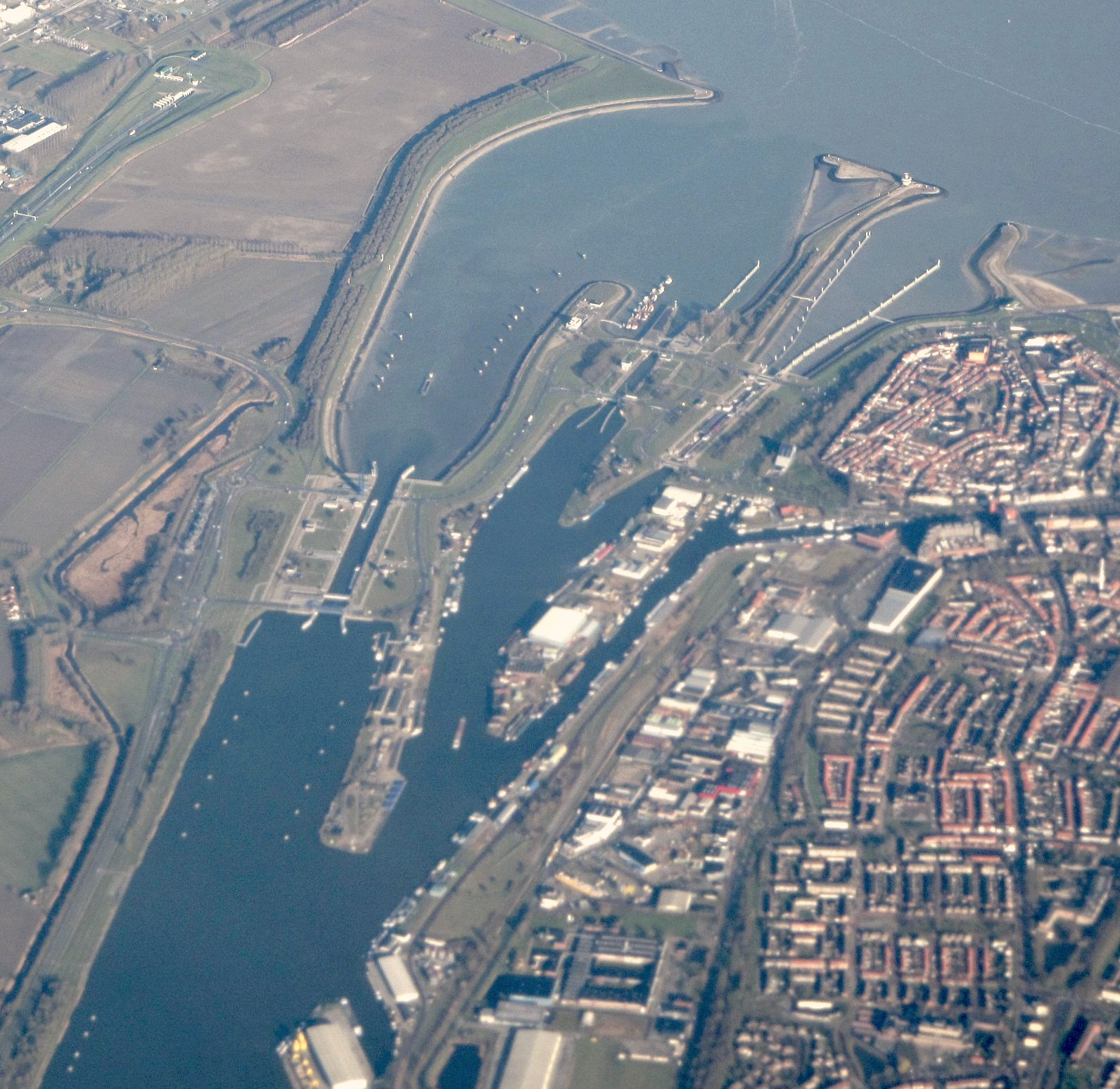
Sluizencomplex nabij Terneuzen

De haven van Zeeland (beter bekend als Zeeland Seaports) was een samenwerking tussen de haven van Terneuzen en de haven van Vlissingen. Sinds 1998 hebben beide havens een akkoord gesloten om te functioneren onder één havenschap en in 2011 is het havenbedrijf verzelfstandigd naar een overheids-NV. Op 1 januari 2018 fuseerde deze met de Haven van Gent en de combinatie gaat sindsdien verder als North Sea Port.
De haven is centraal gelegen tussen Antwerpen en Rotterdam met een open verbinding naar de Noordzee. De havens van Vlissingen; Vlissingen (stad) en Vlissingen-Oost, zijn gelegen aan de noordkant van de Westerschelde. De haven van Terneuzen is gelegen aan de zuidkant van de Westerschelde. Beide havens worden beheerd door Zeeland Seaports.

## Haven van Terneuzen
De haven van Terneuzen is grotendeels ontstaan door de ontwikkeling van de haven van Gent. De haven van Gent had in de achttiende eeuw een verbinding met zee via het kanaal Gent-Brugge, maar de behoefte nam toe en er werd gezocht naar een noordelijke verbinding via Sas van Gent. Er werd een kanaal gegraven en al gauw was er verbreding en verdieping nodig. De toenemende scheepvaart en de steeds groter wordende schepen zorgden voor een uitdieping tot acht meter. De ontwikkeling van de haven van Terneuzen kwam in een stroomversnelling na de aanleg van twee spoorwegen naar de haven op het einde van de negentiende eeuw. De spoorlijnen Gent-Terneuzen en Mechelen-Terneuzen maakten van de haven als terminus een aantrekkelijk plekje voor op- en overslagbedrijven.
De uiteindelijke groei van de haven is begonnen na de Tweede Wereldoorlog. Terneuzen werd bestempeld als groeigemeente en het kanaal Gent-Terneuzen werd verbreed en uitgediept. Er werden nieuwe havens gegraven langs het kanaal, waarlangs zich vele bedrijven vestigden. Het grootste bedrijf dat zich hier heeft gevestigd is wel Dow Chemical. Een latere ontwikkeling is de Axelse Vlakte.

## Haven van Vlissingen
Reeds in de dertiende eeuw stond Vlissingen op de kaart als succesvolle handelsstad. Na de bloei in de zestiende eeuw, kende de haven van Vlissingen een dieptepunt. Aan het eind van de negentiende eeuw kwam er toch verbetering in de situatie door de aanleg van het Kanaal door Walcheren en de introductie van de spoorlijn Roosendaal - Vlissingen. De haven bestond toen uit twee binnenhavens en één buitenhaven. Van de gehoopte lijndienst naar de USA kwam echter niets terecht, en het havencomplex werd vooral benut door de in 1875 opgerichte Stoomvaart Maatschappij Zeeland die een veerdienst op Engeland uitvoerde.
Na de Eerste Wereldoorlog werd de buitenhaven uitgebreid door de groeiende bedrijvigheid. Na de Tweede Wereldoorlog kende de haven opnieuw een dieptepunt. Hier kwam opnieuw verbetering in rond 1964 toen de eerste haven in Vlissingen-Oost zich opende. De zogenaamde Sloehaven was een winstgevende zaak en vele bedrijven vestigden zich reeds rond de haven.
De ingang van de Sloehaven ligt op dezelfde plaats als die van de Middelburgse haven in de 16e, 17e en 18e eeuw. Van de totaal 4700 VOC-reizen vanuit Nederlandse havens vertrokken 1147 schepen vanaf de rede bij Zeeburg (Middelburg aan Zee), tegenover het in 1547 gebouwde verdedigingswerk, dat later ook Fort Rammekens wordt genoemd. Hier bij de ingang van de Middelburgse haven (het Vlacke) vertrokken de Zeeuwse schepen van VOC, WIC en MCC naar alle werelddelen.
Ook de kerncentrale van Borssele bevindt zich in dit gebied. Er bestaan reeds lange tijd plannen tot uitbreiding langs de Westerschelde met een containerterminal.

## Cijfers
De volgende kerncijfers van Zeeland Seaports zijn ontleend aan de kerncijfers en het jaarverslag 2015:
- De haven heeft een totale oppervlakte van 4400 hectare
- De totale kadelengte is 10.500 meter
- De maximale diepgang in de haven van Vlissingen is 16,5 meter en in de haven van Terneuzen 12,5 meter
- Er waren ruim 200 bedrijven gevestigd
- De behandelde lading bedroeg 33 miljoen ton
- Toegevoegde waarde: 2,9 miljard euro
- In de Hamburg-Le Havre range worden twaalf belangrijke Noord-Europese havens met elkaar vergeleken. Daarin staat de Haven van Zeeland op de negende plaats, met een marktaandeel van 2,7%, achter Zeebrugge en voor Gent. Ten opzichte van voorgaande jaren is het aandeel iets afgenomen.

In de tabel hieronder staan de overslagcijfers van de haven van Zeeland vanaf 2007.
|                        |                        |         | 2007   | 2008   | 2010   | 2011   | 2012   | 2013   | 2014   | 2015   | 2016   | 2017   |
| ---------------------- | ---------------------- | ------- | ------ | ------ | ------ | ------ | ------ | ------ | ------ | ------ | ------ | ------ |
| Aanvoer                | Aanvoer                | Aanvoer | 24.987 | 24.831 | 24.867 | 26.382 | 23.915 | 23.566 | 24.289 | 22.924 | 22.549 | 22.601 |
| Afvoer                 | Afvoer                 | Afvoer  | 8.059  | 8.447  | 8.101  | 9.138  | 10.078 | 9.461  | 10.811 | 10.145 | 10.685 | 11.551 |
| TOTAAL                 | TOTAAL                 | TOTAAL  | 33.046 | 32.278 | 32.968 | 35.520 | 33.993 | 33.028 | 35.099 | 33.069 | 33.234 | 34.153 |
| → waarvan              |                        |         |        |        |        |        |        |        |        |        |        |        |
| containers             | containers             | 250     | 171    | 224    | 190    | 202    | 188    | 211    | 374    | 523    | 911    |        |
| roll-on-roll-off       | roll-on-roll-off       | 2.945   | 2.261  | 1.624  | 1.589  | 1.516  | 1.365  | 1.422  | 647    | 1.336  | 1.319  |        |
| conventioneel stukgoed | conventioneel stukgoed | 6.755   | 7.612  | 7.352  | 7.793  | 8.330  | 7.943  | 7.735  | 9.710  | 7.911  | 7.633  |        |
| droog massagoed        | droog massagoed        | 11.353  | 12.203 | 11.854 | 13.170 | 11.931 | 10.652 | 11.193 | 10.099 | 9.975  | 10.303 |        |
| nat massagoed          | nat massagoed          | 11.744  | 11.031 | 11.913 | 12.778 | 12.014 | 12.880 | 14.538 | 12.240 | 13.488 | 13.987 |        |

## Fusie met Haven van Gent
In augustus 2017 hebben de havenbedrijven Zeeland Seaports en Gent een fusievoorstel gedaan richting de aandeelhouders. Gent wordt met ruim 48% de grootste aandeelhouder en de provincie Zeeland krijgt 25% van de aandelen, beide behouden hun vetorecht. Andere aandeelhouders worden de gemeenten Terneuzen, Borsele, Vlissingen, alle drie met een belang van 8,33%, de provincie Oost-Vlaanderen met 1,44% en de Belgische gemeenten Evergem en Zelzate met 0,03% en 0,005%. In december 2017 werden de noodzakelijke handtekeningen geplaatst en de twee havenbedrijven zijn in 2018 verder gegaan onder de naam North Sea Port.